# 2S34
Die 2S34 Chosta, anfangs 2S1M genannt, ist eine russische 120-mm-Selbstfahrlafette, die eine tiefgreifende Modifikation der 2S1 darstellt. In der 2S34 wurden viele Neuerungen der Selbstfahrlafetten 2S31 und 2S23 sowie des kettengetriebenen Minenräumers „Objekt 118“ umgesetzt. Die Selbstfahrlafette 2S34 wurde in der Stadt Perm in den Motowilicha-Werken entwickelt.
Die 2S34 wurde konzipiert, um Soldaten, Artillerie- und Mörserbatterien, Raketenstellungen, gepanzerte Ziele und Kommandostellungen auf eine Entfernung von bis zu 14 km zu bekämpfen. Im Jahr 2012 betrugen die Kosten für zwölf 2S34-Einheiten 265,8 Mio. Rubel.

## Bewaffnung
- 120-mm-2A80-1-Kanonenhaubitze mit Drall mit 40 Geschossen
- 7,62-mm-PKTM (Koaxial-MG)

Es besteht die Möglichkeit, das Präzisionsgeschoss „3ВОФ112“-Kitolow-2 zu verwenden. Weiterhin lassen sich – mit Ausnahme des „3ВБК14“-Hohlladungsgeschosses – die gleichen Geschosse wie mit der 2S31-Selbstfahrlafette verschießen.

## Modellversionen
- 2S34 – Standardmodell
- 2S34М – Prototyp der 2S34 mit installiertem Ballistikcomputer zur Berechnung der Geschosseinschläge, wurde aber nicht serienmäßig produziert.[2]

## Nutzerstaaten
Aktueller Nutzer
- Russland – Ab dem Januar 2018 befinden sich mindestens 50 2S34 im Dienst des Heeres,[3] im Einsatz der 20. und 21. motorisierten Schützenbrigade, Kaserne № 12128.[4]